# Musique de bataille
En musique classique, la musique de bataille est un genre de musique descriptive ou de musique à programme, constitué aussi bien de pièces instrumentales que chorales voire de musique de ballet comme la suite L'Escrime de Johann Heinrich Schmelzer, dont le propos est de restituer la dramaturgie d'une bataille.
Dans le répertoire de la musique d'accompagnement et de la musique de film, le terme désigne des compositions musicales destinées à servir de toile de fond sonore aux scènes de combat dans les films, les mangas animés ou les jeux vidéo – l'expression anglaise battle music (traduction littérale) étant d'un usage plus courant en ce cas.

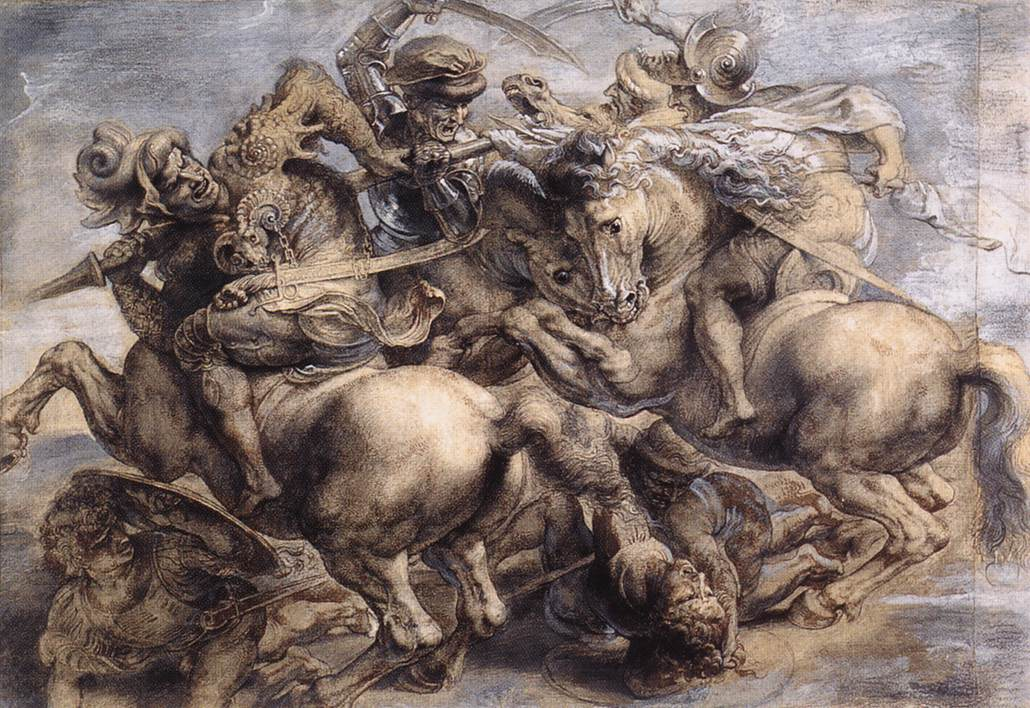
« La bataille d'Anghiari » de Pierre Paul Rubens d'après Léonard de Vinci. Le thème des batailles n'a pas moins inspiré les musiciens que les peintres, mais ils n'en ont, en général, retenu que l'aspect extérieur et superficiel : appels, fanfares, chocs spectaculaires, auxquels s'ajoute volontiers, lorsqu'il s'agit pour l'auteur d'une victoire de son prince ou de son peuple, un chant de triomphe dominant la défaite de l'ennemi.

## Musique classique
« Bataille. Œuvre musicale de type descriptif inspirée par la guerre. Connue à l'origine sous le nom de Battaglia, elle fut populaire du XVe siècle au début du XIXe siècle. La Victoire de Wellington (1813) de Beethoven en constitue un exemple tardif »

— L'Encyclopédie canadienne.

« Le terme «bataille» s’applique à un style de musique vocale ou instrumentale faisant son apparition au cours du XVIe siècle. Certains éléments caractéristiques (cris de ralliements, imitations de fanfares) avaient déjà été anticipés dans les « caccie » du XIVe siècle, mais c’est « la Guerre », chanson écrite par Janequin pour célébrer la bataille de Marignan qui deviendra le plus important modèle pour la plupart des œuvres écrites par la suite »

— Batailles : Larmes, Alarmes & Victoires - Musique de bataille dans l'Europe du XVIIe siècle

« D'une manière générale, ces musiques se veulent très descriptives. Elles recourent à l’emploi de clusters ... qui simulent les tirs des armes (qu'elles soient fusils ou les canons). Les compositeurs figurent également les coups de sabres, les ennemis renversés sur le champ de bataille ou en fuite ... »

— Annales historiques de la Révolution française 

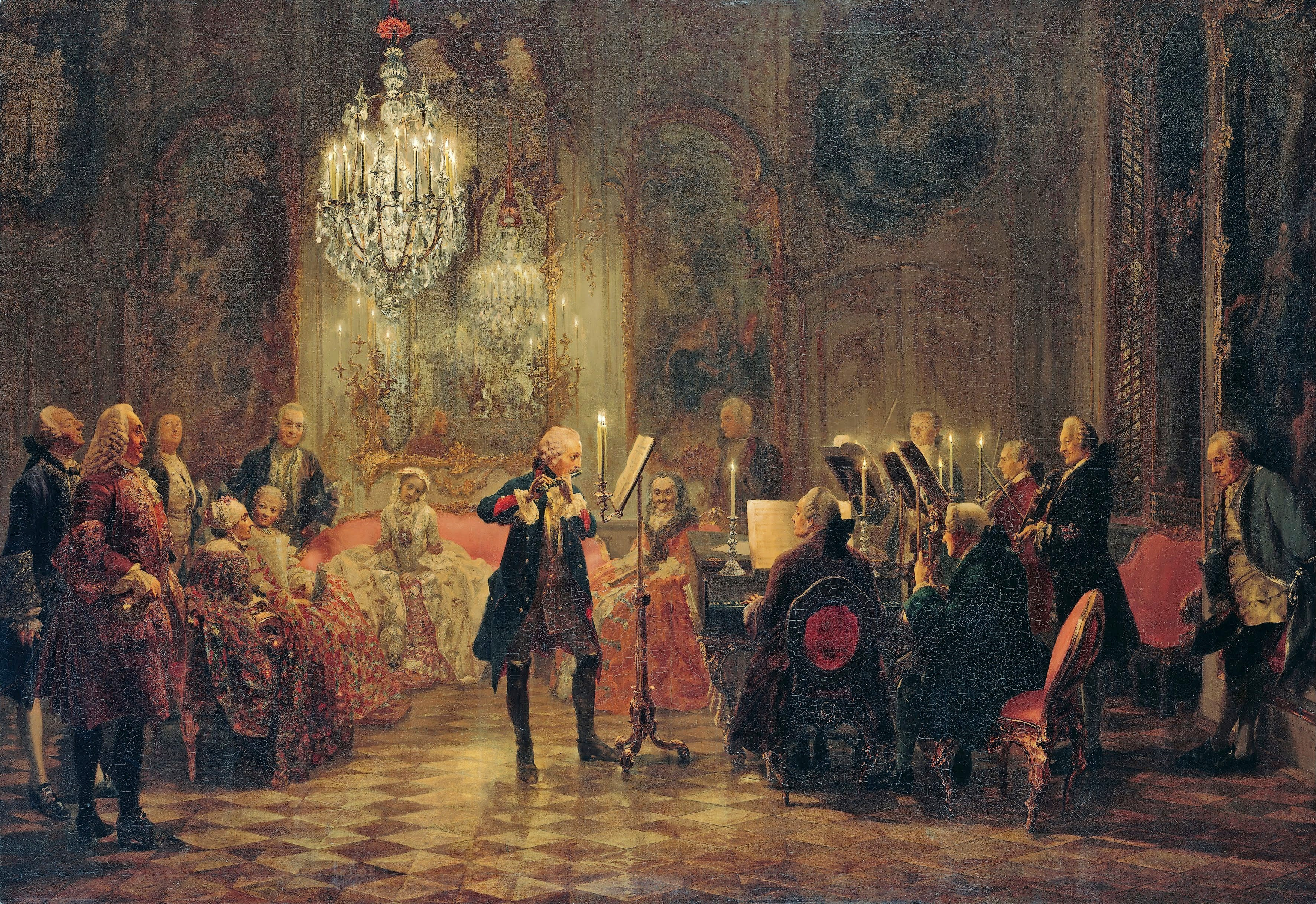
Frédéric II de Prusse jouant de la flûte au Palais de Sanssouci.

Censée exalter les « vertus martiales »  et retracer les péripéties de la bataille (musique à programme), la musique de bataille sera très en vogue au XVIIIe, époque durant laquelle les souverains absolus aimaient les musiques glorifiant leurs exploits guerriers et il n'est jusqu'au roi Frédéric II de Prusse, compositeur dilettante, qui ne s'y soit lui-même essayé.
La dramaturgie de la bataille est rendue dans ce genre musical par le jeu des nuances, des motifs et des thèmes, l'usage de sonneries militaires jouées par des cuivres ou des bois et certaines techniques musicales comme le jeu du violon col legno ou roulements de tambours.
Le répertoire de musiques de bataille comprend également des pièces pour orgue. Pour justifier l’exécution de telles pièces dans les églises, les «Batailles» devinrent le symbole de la lutte du Bien contre le Mal, ou, comme le signale Banchieri dans son « organo suonarino », l’allégorie de la victoire du Christ sur la mort.

### Renaissance et début duXVIIesiècle
À la Renaissance, la Battaglia (italien, litt. : Bataille) est avant tout une œuvre vocale prenant le plus souvent la forme du madrigal à quatre voix ou plus où les bruits de la bataille sont imités par des onomatopées.
- Heinrich Isaac : Alla battaglia. Précurseur du genre appartenant à l'École franco-flamande du chant polyphonique

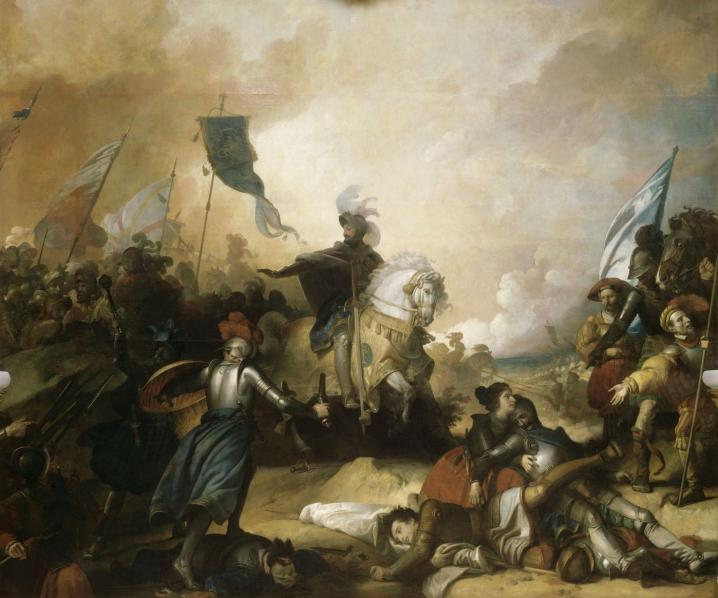
François Ier à la Bataille de Marignan.

- Clément Janequin : La Guerre ou La Bataille de Marignan généralement considérée historiquement comme la première œuvre significative du genre.

« elle traduit les bruits et épisodes du combat en une extraordinaire évocation d'orchestration chorale, qui a fait l'objet, dès sa parution, de très nombreuses transcriptions, surtout pour le luth. Elle a même été transformée en messe (messe la Bataille), probablement par Janequin lui-même, selon la technique de la messe-parodie »

- Matthias Werrecore : madrigal Die Schlacht vor Pavia (Nuremberg, 1544 - re-publiée sous le titre La Bataglia Taliana con alcune villotte piacevole à Venise en 1549) pièce pour quatre voix [11]
- Joan Cabanilles : Bataille Impériale (Batalla I Imperial) pièce pour orgue[note 2]
- Andrea Gabrieli :
  - madrigal pour huit voix La Battaglia (1587) inspiré par l'œuvre de Janequin[12] et évoquant la Bataille de Lépante[13]
  - aria Aria Della Battaglia per sonare d’instrumenti da fiato (1590)[note 3]
- Tielman Susato : pavane La Bataille
- Pierre Attaingnant : Pavane de la Guerre
- Mateo Flecha : La guerra ensalada en espagnol
- William Byrd : The Battell (1591) dans My Ladye Nevells Booke
- Annibale Padovano Battaglia à 8 per strumenti da fiato
- Claude Le Jeune : La Guerre, dans Airs. Voix (3 à 6). Livre 1 (Paris : Pierre I Ballard, 1608)[14].

### XVIIesiècle et début duXVIIIesiècle
« Pendant la période baroque, la musique de bataille était particulièrement appréciée pour sa charge expressive et dramatique. Elle incluait des fanfares de trompettes, des cris de rassemblement et citait parfois d'authentiques fragments de musique militaire . »

« La musique baroque, de l’opéra à la musique instrumentale, s’est complu à évoquer des actions guerrières, donnant ainsi l’occasion, aux instruments de briller de virtuosité, et aux compositeurs d’exprimer tous les affects liés au combat (lutte, peur, victoire…) dévoilant tout leur génie dans l’art de la description  »

Essentiellement chorale à la Renaissance, la musique de bataille se complexifie à l'époque baroque en diversifiant les formes musicales – instrumentales, vocales et opératives – et en englobant même la musique de danse puisque Jean-Baptiste Lully notamment composera des suites de ballet sur le thème.
- Samuel Scheidt : Gaillarda la Battaglia (1621)
- Cyriacus Wilche : Battaglia pièce pour deux violons, deux altos et basse continue (1659)
- Johann Heinrich Schmelzer : Die Fechtschule (L'Escrime) suites pour ballet
- Heinrich Biber : Battalia :  La Bataille, La horde dissolue des mousquetaires, Marche, Le combat et les lamentations des blessés, imités par les airs et dédiés à Bacchus (1673) - œuvre écrite pour le carnaval de la cour de l'empereur d'Autriche[16]
- François Couperin : sonate La Steenkerque, évocation de la Bataille de Steinkerque livrée le 3 août 1692
- Georg Friedrich Haendel : oratorio Judas Maccabaeus
- Jean-François Dandrieu : Les caractères de la guerre, concert pour instruments (1718)[17]
- Georg Philipp Telemann : Kapitänsmusik (1724 - 1738 - 1755)

### Fin duXVIIIesiècle et début duXIXesiècle
- Carl Philipp Emanuel Bach : La Bataille de Bergen, sonate pour le clavecin, le piano-forte ou l'orgue (1776) [18]
- François-Joseph Gossec : La bataille : pièce pour deux clarinettes, deux cors et deux bassons composée en 1769 pour les musiciens de la chapelle particulière du prince de Conti [19]. Quatre parties : l'appel des troupes, la marche, la mêlée ou l'attaque, la victoire.
- James Hewitt : 
  - The Fourth of July — A Grand Military Sonata, sonate pour piano forte
  - The Battle of Trenton dite Marche de Washington (écrite en 1792, première impression en 1798 à Philadelphie) sonate à programme pour clavecin qui évoque un combat de la Guerre d'indépendance des États-Unis, un passage reprenant le thème du Yankee Doodle, et est dédiée à George Washington[20]
- François Devienne : Symphonie La bataille de Jemmapes écrite en 1792 pour célébrer la victoire à Jemmappes des armées révolutionnaires françaises contre celles de l'Empereur d'Autriche[21]
- Bernard Viguerie : La Bataille de Maringo (1805) [22],[23],[24], évoquant la Bataille de Marengo (1800)
- Jacques-Marie Beauvarlet-Charpentier : 
  - Victoire de l’armée d’Italie ou Bataille de Montenotte, pour le forte-piano ou l'orgue (1796-1797)[25], évoquant la Bataille de Montenotte (1796)
  - Bataille d'Austerlitz surnommée la Journée des Trois Empereurs, pièce militaire et historique pour le forte-piano avec accompagnement de violon (1805-1806)[26], évoquant la Bataille d'Austerlitz (1805)
- Louis Emmanuel Jadin : La Grande Bataille d'Austerlitz surnommée la Bataille des trois Empereurs (1806) pièce pour piano puis version orchestrale (symphonie)
- Jean Frédéric Auguste Le Mière de Corvey : La Grande Bataille d'Jena (1806) [27], évoquant la Bataille d'Iéna (1806)

### XIXesiècle
- Daniel Steibelt : 
  - Die Zerstörung von Moskwa (La Destruction de Moscou, publiée en France fin 1814 - après des éditions russe, allemande et autrichienne - sous le titre de L'Incendie de Moscou, sans les variations finales qui célèbrent la victoire russe) [27], évoquant la Prise de Moscou (1812)
  - Combat Naval [28], évoquant la Bataille de Camperdown (1797)
  - Bataille de Nerwinde[29], faisant référence à la Bataille de Neerwinden (1693)
- Ludwig van Beethoven : La Victoire de Wellington (1813)[30], évoquant la Bataille de Vitoria (1813)
- Philipp Jakob Riotte : Die Schlacht bei Leipzig - La Bataille de Leipzig (1813 ou début 1814)[31], évoquant la Bataille de Leipzig (1813)
- Christian Friedrich Ruppe : La Grande Bataille de Waterloo ou de la Belle-Alliance (1815) [27], évoquant à la Bataille de Waterloo (1815)
- Franz Schubert (de Catalogue Deutsch): 
  - 1815 : Die Schlacht (« La bataille »): première esquisse d'une cantate sur un texte de Schiller
  - 1816 : Die Schlacht (« La bataille »): Voix, piano sur un texte de Schiller (deuxième esquisse pour une cantate)
- Franz Berwald : La bataille de Leipzig (1828) concerto pour 2 violons et orchestre
- Franz Liszt: La Bataille des Huns (1857)
- Piotr Ilitch Tchaïkovski : Ouverture solennelle 1812 (1880)

### Œuvres contemporaines
- Roland Becker : oratorio La Bataille d'Auray, 1364 (1981)
- Olivier Greif : Bataille d'Agincourt pièce pour deux violoncelles[32] et Sonate de guerre
- Quentin Bussmann : Champ de bataille

### Musiques symphonique et opératique

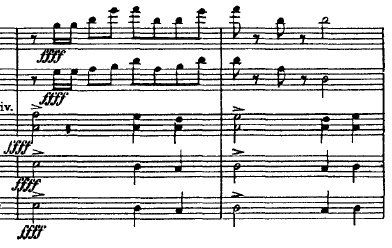
Fragment de la partition de l' Ouverture 1812.

- La battaglia di Legnano (1849)

« Le sujet est inspiré à Verdi par la bataille de Legnano, qui a eu lieu le 29 mai 1176. Au cours de cette bataille, l'empereur allemand, Frédéric Barberousse fut battu par les Communes lombardes réunies dans la Ligue lombarde. Cette évocation historique est, pour Verdi, une manière d'établir un parallèle avec la situation contemporaine de l'Italie qui voit naître la révolte de la Lombardie aux mains de l'Autriche. En cette époque du Risorgimento où le sentiment national italien renaît, il tient à soutenir le mouvement qui aboutira à libérer la Lombardie du joug autrichien. Cette volonté est particulièrement flagrante dans plusieurs ensembles dont le chœur d'ouverture « Viva Italia ! », le Serment « S'apressa un dì che all'Austro » (I, 1) et le Serment « Giuriam d'Italia por fine ai danni » (III, 1). »
- Ouverture solennelle 1812 (1880)

« En 1880, le compositeur romantique russe Piotr Tchaïkovski compose l' « Ouverture 1812 », une pièce symphonique descriptive de 15 minutes qui raconte, 68 ans après l'événement, l'histoire de la bataille de la Moskova ou bataille de Borodino entre l'armée française de Napoléon et l'armée russe qui eut lieu en Russie en 1812. Cette œuvre a été écrite pour célébrer la victoire des russes. On y entend des chants populaires russes interprétés par des instruments, des extraits de la Marseillaise, des marches militaires, des bruitages intégrés à l'orchestre (des coups de canons imitant la bataille) et des volées de cloches d'église qui évoquent la liesse populaire lors de la victoire russe. L'œuvre, selon l'expression du compositeur lui-même, est « explosive et tapageuse », notamment le final, à cause des coups de canons et des cloches assourdissantes, doublées de puissantes sonneries de cuivres. En salle de concert, les canons sont remplacés par de mini charges explosives. Ceci fait de l'ouverture 1812 un des morceaux les plus emblématiques de la démesure orchestrale, voire de la mégalomanie des compositeurs romantiques au XIXe siècle. »

### Allégories
« Conformément à la casuistique amoureuse de la Renaissance, l'amour est souvent évoqué en termes de bataille (Claude Le Jeune, dans le Printemps : « Le dieu Mars et l'Amour sont parmi la campagne » ; suit la comparaison des deux actions) et donne lieu à des scènes musicales analogues les unes aux autres ; Monteverdi met sur le même plan ses Madrigali guerrieri ed amorosi (1638). »

Sans référence à un événement historique précis, la musique de bataille peut aussi évoquer celle-ci de manière allégorique dans des œuvres d'inspiration mythologique, héroïque ou galante.

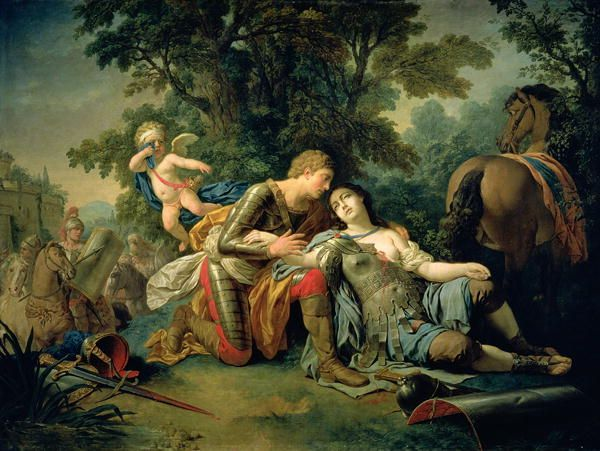
Mort de Clorinda d'après Louis Jean François Lagrenée (1761).

- Orazio Vecchi : Battaglia d'Amor e Dispetto
- Claudio Monteverdi : Ottavo Libro dei Madrigali - Madrigali Guerrieri et Amorosi (1638) en particulier Combattimento di Tancredi e Clorinda
- Jean-Baptiste Lully : Opéra chevaleresque Amadis notamment la Marche pour le combat de la barrière (Acte I)
- Mauro Lanza : La bataille de Caresme et Charnage : « Le titre de l’œuvre fait référence au fameux tableau de Pieter Bruegel ainsi qu’à un texte anonyme du XIIIe siècle et une Ballade d’Eustache Deschamps. Il s’agit de la mise en scène de la bataille entre deux régimes alimentaires et deux visions du monde dont le pendant littéraire pourrait être le combat entre Caresmeprenant et l’armée des Andouilles dans le Quart Livre de François Rabelais »[33].

## Musique d'accompagnement: musiques de film et de jeux vidéo

### Musiques de film
Dans le domaine de la musique de film, la musique de bataille sert de toile de fond sonore destinée à renforcer l'effet dramatique ou spectaculaire des scènes de combat. Ce répertoire comprend aussi bien des compositions originales que des reprises de morceaux classiques et de marches militaires.
Le compositeur russe Sergueï Prokofiev collabora avec le cinéaste Sergueï Eisenstein pour l'écriture des musiques du film Alexandre Nevski (1938), travail qui aboutira ensuite à la composition d'une cantate pour mezzo-soprano, chœur et orchestre elle aussi intitulée Alexandre Nevski.
On doit au prolifique compositeur de musiques de film ukrainien Dimitri Tiomkin la musique des scènes de bataille de fresques historiques telles Alamo (1960), Les 55 Jours de Pékin (1963) et La Bataille d'Angleterre (1969)
Pour son film historique Barry Lyndon (1975), dont l'action se déroule notamment au temps de la Guerre de Sept Ans, Stanley Kubrick a choisi des musiques d'époque pour l'illustration musicale des scènes de bataille. L'on retrouve ainsi sur la bande son :  Lilliburlero, une chanson traditionnelle anglaise devenue une marche militaire, The British Grenadiers, une marche probablement d'origine hollandaise dont une première version, accompagnée de paroles, est parue vers 1750 et la Hohenfriedberger March dont la composition est attribuée à Frédéric II de Prusse.
« Scène culte » de l'histoire du cinéma, la scène de l'attaque héliportée de la First Cav contre un village vietnamien occupé par le Vietcong du film Apocalypse Now (1979) de Francis Ford Coppola a pour illustration sonore la Chevauchée des Walkyries extraite de l'opéra Die Walküre du compositeur allemand Richard Wagner. « La scène de l'attaque des hélicoptères avec la Chevauchée des Walkyries semble avoir été inspirée d'une séquence de Die Deutsche Wochenschau portant sur la bataille de Crète où sont montrés attaques de bombardiers et largages de parachutistes».
Autres « scènes cultes » de l'histoire du cinéma, les scènes de batailles de la saga « Star Wars » telles Duel of the Fates, Confrontation With Count Dooku And Finale, Battle of the Heroes, The Battle Of Yavin, The Battle Of Hoth, The Forest Battle ou encore The Battle Of Endor I, II, III ont pour toile de fond musicale des pièces composées par John Williams et interprétées par le London Symphony Orchestra, ainsi que la majorité des musiques des divers épisodes de la série. John Williams est aussi le compositeur de la bande musicale du film E.T., l'extra-terrestre - Bait For E.T. appartenant au genre de la musique de bataille cinématographique.
Autre compositeur prolifique pour le cinéma, Ennio Morricone a composé l'illustration sonore du film La Bataille d'Alger de Gillo Pontecorvo.
De plus, on peut citer Battle Without Honor or Humanity de Tomoyasu Hotei, qui apparaît dans la bande originale de Kill Bill : Volume 1.
Ainsi que Unchained (The Payback / Untouchable) de James Brown et 2pac, apparaissant dans Django Unchained, autre film de Quentin Tarantino.

### Musiques de bataille

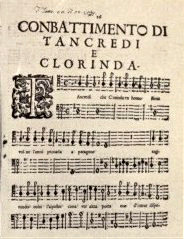